# Rusalka
|  | Vegeu Rusalka (mitologia) per al personatge de la mitologia eslava |

Rusalka, op. 114, és una òpera en tres actes d'Antonín Dvořák, amb llibret de Jaroslav Kvapil, basat de forma molt lliure en els contes La Sireneta de Hans Christian Andersen i en Undine de Friedrich de la Motte Fouqué. S'estrenà al Teatre Nacional de Praga el 31 de març de 1901. A Catalunya es va estrenar al Liceu de Barcelona el 21 de febrer de 1924. Una rusalka és un nàiada aquàtica de la mitologia eslava, que normalment habita un llac o un riu. Rusalka va ser la novena òpera composta per Dvořák. És l'òpera més exitosa de Dvořák i pertany al repertori de totes les escenes operístiques del món.
Durant molts anys el desconeixement de les òperes de Dvořák fora de les terres txeques va ajudar a reforçar la percepció que la composició d'òperes era una activitat marginal i que, malgrat la bellesa de les seves melodies i timbres orquestrals, Rusalka no era una part central de la seva producció ni del teatre líric internacional. En els darrers anys s'ha representat amb més regularitat per les principals companyies d'òpera, molt més que totes les altres òperes de Dvořák juntes.
El fragment més popular de Rusalka és l'ària de soprano, la "Cançó a la Lluna" (Měsíčku na nebi hlubokém) per al personatge principal de l'acte I, que sovint s'interpreta en concert i es grava per separat. També s'ha arranjat per a violí i s'ha utilitzat en bandes sonores de pel·lícules.
Rusalka és l'òpera més coneguda i estimada –amb La núvia venuda de Smetana– del teatre líric txec.
Es tracta d'una narració simbòlica i sentimental que se centra en una nàiada que assumeix la naturalesa humana per amor però en pateix cruelment les conseqüències. És un motiu ancestral de les llegendes nòrdiques, que va ser molt apreciat durant l'època del Romanticisme. Amb una reminiscent influència wagneriana, incorpora les melodies tradicionals txecques en les seves balades, cançons i danses, posant especial èmfasi en els temes del "bosc" i de l'"aigua". Dvořák es va valer de tots els recursos estilístics de moda en aquell temps, el desenvolupament clàssic, la tècnica del leitmotiv, les formes del lied i de l'ària, i tots assemblats de manera harmoniosa per oferir una barreja dels modismes de la música impressionista i amb matisos de l'expressionisme.

## Història de la composició

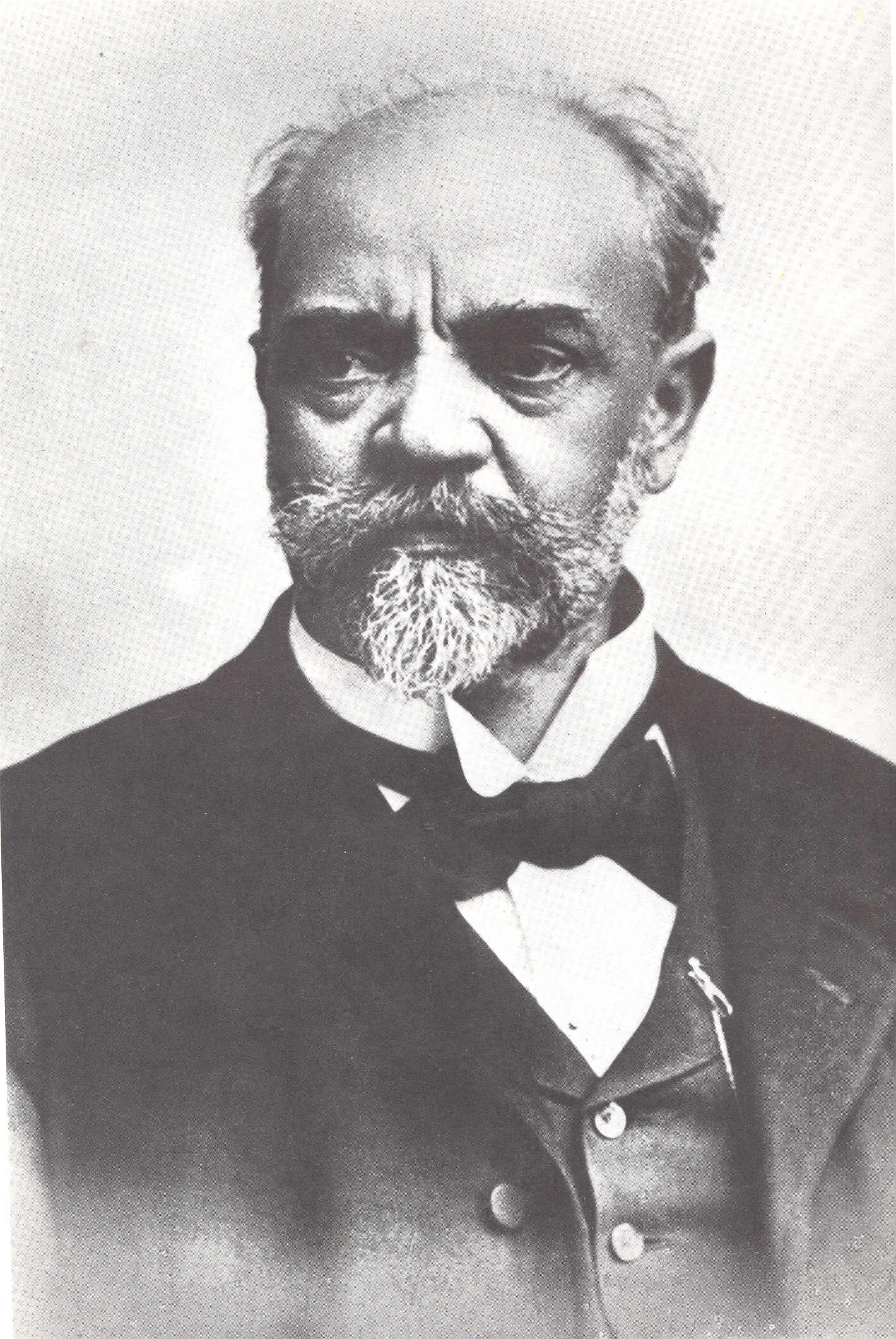
Antonín Dvořák, l'any que va compondre Rusalka

Dvořák havia tocat la viola per a orquestres de Praga com el Teatre dels Estats des de 1857 fins a 1859 (mentre era estudiant), i de 1862 fins a 1871 al Teatre Provisional. Així va tenir experiència directa d'una àmplia gamma d'òperes de Mozart, Weber, Rossini, Lortzing, Wagner, Verdi, així com del seu compatriota Smetana.

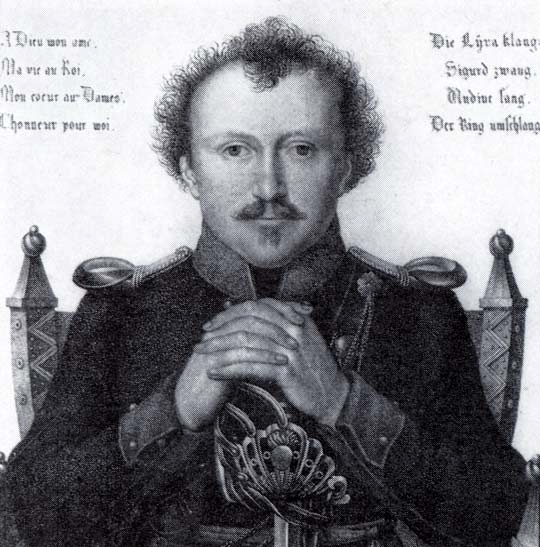
Friedrich de la Motte Fouqué, la seva Undine va inspirar al llibretista Jaroslav Kvapil

Quan va escriure Rusalka, Dvořák es trobava en un moment de maduresa plena, amb una trajectòria consolidada que incloïa nou simfonies, les Danses eslaves, les Llegendes simfònica i diversos oratoris de gran format. En aquesta òpera —la més celebrada del seu catàleg líric— va concentrar no sols la seva mestria tècnica sinó també una inspiració d’una intensitat insòlita, canalitzant tota la seva experiència creativa en una obra d’expressivitat profunda i emoció lírica extraordinària.
La paraula «Rusalka» prové del rus «Русалка», transcrit Russalka i significa «dona encantada». La rusalka és una antiga figura dels contes de fades que pertany a la llegendària família de les nàiades, ondines, melusines, sirenes, nereides i altres dones d'aigua. Igual que totes, Rusalka és un ésser elemental, vinculada tant al cos com a la sang al món de les persones, però també, a causa de la seva absència d'ànima, lligada al món dels esperits. El seu desig profund consisteix a transformar-se en un ésser humà i poder experimentar l'amor com una dona mortal, encara que això comporti sofriment i mort.
Tot i que les nimfes aquàtiques són presents en la literatura de la majoria de països (en la cultura catalana hi ha una llarga tradició literària i musical de les dones d'aigua), Jaroslav Kvapil no va basar-se en cap llegenda del folklore txec, en què aquesta figura no és present.
El llibret de Kvapil va ser escrit abans que tingués cap contacte amb el compositor. La trama conté elements que també apareixen a La Sireneta de Hans Christian Andersen i a Undine de Friedrich de la Motte Fouqué, i s'ha descrit com un "conte de fades modern i trist", en una línia similar a la seva obra anterior, Princessa Pampeliška. El llibret es va completar el 1899, quan Kvapil va començar a buscar compositors interessats a musicar el seu text. Els seus amics compositors estaven compromesos amb altres obres, però van esmentar que Dvořák estava buscant un projecte. El compositor, sempre interessat en les històries d'Erben, va llegir el llibret i va compondre l'òpera amb força rapidesava: va començar a escriure el 21 d'abril de 1900 i va completar el tercer acte el 27 de novembre d'aquest mateix any. Se sap que, per a compondre aquesta òpera, es retirava cada dia durant diverses hores a la vora d'un solitari llac del bosc. Després dels seus quatre poemes simfònics inspirats en les balades populars d'Erben de 1896–1897, Rusalka es pot veure com la culminació de l'exploració de Dvořák d'una «àmplia varietat de tècniques musicals creadores de drama».
El mateix tema ja l'havien emprat les òperes alemanyes d'E.T.A. Hoffmann i Albert Lortzing (Undine, 1816 i 1845 respectivament).

## Representacions

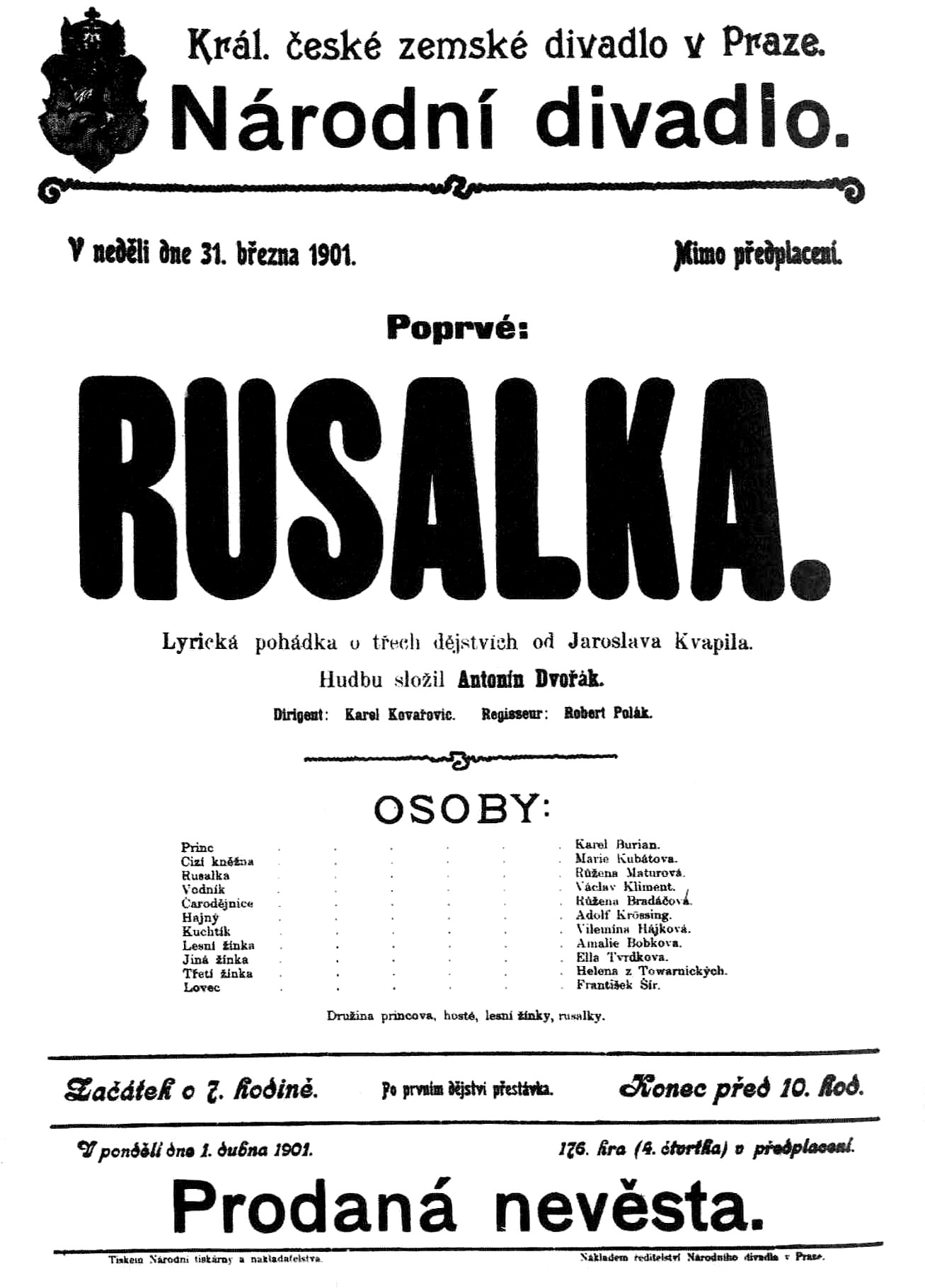
Cartell de l'estrena el 31 de març de 1901 al Teatre Nacional de Praga

Rusalka es va representar per primera vegada a Praga el 31 de març de 1901, amb Růžena Maturová com a primera Rusalka. Es va convertir en un èxit enorme a les terres txeques, i aviat va obtenir èxit també a l'estranger. Poc després de l'estrena, Dvořák va estar en contacte amb Mahler, llavors a l'Òpera de la Cort de Viena per muntar-hi l'obra, però tot i signar un contracte perquè tingués lloc una producció, no es va arribar a fer.
La temporada 1923-1924, una companyia del Teatre Nacional de Praga, subvencionada per l'aleshores renascut estat de Txecoslovàquia, va fer una gira per Europa i va fer conèixer les òperes La núvia venuda i Rusalka. Entre els llocs que varen visitar hi havia el Gran Teatre del Liceu de Barcelona.
La primera actuació fora de Bohèmia va tenir lloc a Ljubljana. L'òpera va ser presentada a Viena per una companyia txeca l'any 1910; en traducció alemanya es va fer a Stuttgart el 1935.
L'estrena escènica del Regne Unit va ser feta per la John Lewis Opera al Peter Jones, Sloane Square el maig de 1950. The Times va comentar: "Es deixa als aficionats la posada en escena per a aquelles òperes de compositors eminents que no entren en el repertori internacional". Les primeres actuacions professionals van ser al Sadler's Wells Theatre l'any 1959; una producció de 1983 de l'Òpera Nacional anglesa va ser filmada i reviscuda diverses vegades.
L'estrena de l'òpera als Estats Units va ser presentada per l'⁣Òpera de San Diego el 1975 amb Kathryn Bouleyn en el paper principal. Rusalka es va representar per primera vegada a Nova York al Metropolitan Opera l'any 1993, una producció de l'⁣Òpera Estatal de Viena, dirigida per Otto Schenk, amb Gabriela Beňačková i Neil Rosenshein. La producció del 2007 d'⁣Opera Australia amb Cheryl Barker en el paper principal i Richard Hickox en la direcció va guanyar el premi Helpmann a la millor òpera.
Actualment, continua sent habitual a la República Txeca i alguns països veïns, i es programa de manera esporàdica en altres teatres d'òpera. Com a prova de la popularitat que ha tingut al seu país, el 1946 se'n van fer 500 representacions, quantitat només superada per dues òperes de Smetana, La núvia venuda i El petó.

## Argument

### Acte I
Un prat a la vora d'un llac
Tres esperits del bosc es burlen del follet d'aigua, Vodník, governant del llac. Rusalka, la nimfa de l'aigua, li diu al seu pare, el follet de l'aigua, que s'ha enamorat d'un príncep humà que ve a caçar al voltant del llac, i que vol fer-se humana per abraçar-lo. Li diu que és una mala idea, però tanmateix la dirigeix a una bruixa, Ježibaba, perquè l'ajudi. Rusalka canta la "Cançó a la Lluna", demanant-li que li digui al príncep el seu amor. Ježibaba li diu a Rusalka que, si esdevé humana, perdrà el poder de la paraula i la immortalitat; a més, si ella no troba l'amor amb el príncep, ell morirà i ella serà eternament condemnada. Rusalka accepta els termes i beu una poció. Apareix el príncep que està caçant una daina blanca. Troba Rusalka, l'abraça i li demana si és nimfa o humana. Se l'emporta a palau, mentre el seu pare i les seves germanes es lamenten.

### Acte II
El jardí del castell del príncep
Es fan els preparatius per a les noces entre Rusalka i el príncep. Dos servents comenten preocupats que la promesa del seu amo és estranya i muda. Mentrestant, el príncep sembla decidit a tirar endavant el matrimoni, encara que es mostra contrariat per la fredor de Rusalka. Una mica inquiet, l'insta a estimar-lo apassionadament i entra en escena una princesa estrangera. El príncep s'enamora de la princesa, perquè té veu, i de seguida perd l'interès per Rusalka.
Després un ballet, el pare de Rusalka entra en escena. Troba la seva filla desesperada i li demana si és aquesta la felicitat que cercava entre els humans. Rusalka, que sí que pot parlar amb el seu pare, li demana ajuda. Per concloure l'acte, el príncep i la princesa estrangera entren en escena. El príncep declara el seu amor a la princesa, aquesta diu al príncep que ja no el vol i que segueixi Rusalka a l'infern.

### Acte III
Un prat a la vora d’un llac
Rusalka torna al llac i lamenta el seu destí. Es troba amb la Ježibaba i li demana una solució als seus mals. La bruixa li dóna un ganivet i li diu que només es podrà salvar si mata el príncep. Rusalka ho rebutja i llença el ganivet al llac. Es transforma en una will-o'-the-wisp, un esperit de la mort que viu a les profunditats del llac i només emergeix per atreure els humans cap a la seva fi.
El guardabosc i l’aprenent de cuina, preocupats pel deteriorament del príncep, van al llac per desfer-se de Rusalka. Allà es troben amb Ježibaba i l’acusen de traïció, però el geni de l’aigua els respon dient que en realitat ha estat el príncep qui ha traït Rusalka. Les fades del bosc lamenten la desgràcia de Rusalka.
El príncep, cercant la seva daina blanca, arriba al llac, sent la presència de Rusalka i la crida. Ella apareix i ara pot parlar-li. Ell li demana un petó, tot i saber que això significarà la seva mort. Es besen i ell mor; i el geni de l’aigua comenta que tot sacrifici és inútil.
A la seva última cançó, la Rusalka diu al príncep:
«Pel teu amor, per la teva bellesa, per la teva passió humana tan inconstant, per tot allò que ha maleït el meu destí... ànima humana, que Déu tingui pietat de tu!»

## Instrumentació
Rusalka està escrit per a 2 flautes, 1 flautí, 2 oboès, 1 trompa anglesa, 2 clarinets, 1 clarinet baix, 2 fagots, 4 trompes, 3 trompetes, 3 trombons, 1 tuba, percussió, arpa i cordes.

## Música
De les òperes compostes per Dvořák, Rusalka és la «més wagneriana». A més de l'intricat treball amb leitmotiv, aquest es manifesta sobretot en la forma en què tracta la partitura orquestral. La seva configuració de paraules és expressiva alhora que permet passatges amb flexions nacionals, i Grove considera que l'obra mostra el compositor en el punt àlgid de la seva maduresa. Utilitza aparells teatrals establerts: seccions de dansa, comèdia i representacions musicals pictòriques de la natura (bosc i llac). Rodney Milnes (que va proporcionar la traducció d'una producció de l'ENO) va admirar la «riquesa de patrons melòdics que són dramàtics en si mateixos i la seva orquestració brillant». Un escriptor considera la secció final de l'òpera -el duet per al príncep i Rusalka- com «[dotze] més o menys dels minuts més gloriosos de tota l'òpera» en la seva «solemnitat majestuosa, gairebé hímnica» mentre que un altre descriu l'òpera com un «drama viu i profundament inquietant».
De tots els passatges vocals el més destacable és l'anomenada Cançó a la Lluna (Měsíčku no Nebi hlubokém). En aquesta peça Rusalka demana a la lluna, l'astre celeste que tot ho veu en les nits, que porti el seu amor fins on sigui ell. L'ària s'ha fet popular gràcies a concerts per a sopranos com Lucia Popp, Gabriela Beňačková, Anna Netrebko, Karita Mattila, Frederica von Stade i Renée Fleming.

## Enregistraments
| Any  | Elenc (Rusalka, The Prince, Vodník, Foreign Princess, Ježibaba)                                     | Director, Teatre d'òpera i orquestra                                                                   | Segell                                                  |
| ---- | --------------------------------------------------------------------------------------------------- | --- | ------------------------------------------------------- |
| 1952 | Ludmila Červinková, Beno Blachut, Eduard Haken, Marie Podvalová, Marta Krásová                      | Jaroslav Krombholc, Prague National Theatre Chorus and Orchestra                                       | CD: Supraphon Cat: SU 3811-2                            |
| 1961 | Milada Šubrtová, Ivo Žídek, Eduard Haken, Alena Miková, Marie Ovcáciková                            | Zdeněk Chalabala, Prague National Theatre Chorus and Orchestra                                         | LP: Supraphon Cat: SU 50440 3                           |
| 1984 | Gabriela Beňačková, Wiesław Ochman, Richard Novák, Věra Soukupová, Anna Barová                      | Václav Neumann, Czech Philharmonic & Prague Philharmonic Choir                                         | CD: Supraphon (reedició den 2003) Cat: SU 3178-2 633    |
| 1986 | Eilene Hannan, John Treleaven, Rodney Macann, Phyllis Cannan, Ann Howard                            | Mark Elder, Orchestra and chorus of English National Opera, (Sung In English; director David Pountney) | DVD: Arthaus Musik (reedició 2006) Cat: 102 019         |
| 1997 | Ursula Furi-Bernhard, Walter Coppola, Marcel Rosca, Tiziana K. Sojat, Nelly Boschkova               | Alexander Rahbari, Zagreb Philharmonic Orchestra & Ivan Goran Kovačić Academic Choir                   | CD: Brilliant Classics Cat: 93968                       |
| 1998 | Renée Fleming, Ben Heppner, Franz Hawlata, Eva Urbanová, Dolora Zajick                              | Charles Mackerras, Czech Philharmonic & Kühn Mixed Choir                                               | CD: Decca Cat: 000289 460 5682 0                        |
| 2002 | Renée Fleming, Sergei Larin, Franz Hawlata Eva Urbanová, Larissa Diadkova                           | James Conlon, Orchestra and chorus of the Opéra de Paris                                               | DVD: Arthaus Musik (reedició de 2009), Cat: 107 031     |
| 2007 | Cheryl Barker, Rosario La Spina, Bruce Martin, Elizabeth Whitehouse, Anne-Marie Owens               | Richard Hickox, Australian Opera and Ballet Orchestra, Opera Australia Chorus                          | CD: Chandos, Cat: CHAN 10449(3)                         |
| 2008 | Camilla Nylund, Piotr Beczała, Alan Held Emily Magee, Birgit Remmert                                | Franz Welser-Möst, Cleveland Orchestra                                                                 | CD: Orfeo, Cat: C792113D                                |
| 2009 | Ana María Martínez, Brandon Jovanovich, Mischa Schelomianski, Tatiana Pavlovskaya, Larissa Diadkova | Jiří Bělohlávek, London Philharmonic Orchestra and the Glydebourne Chorus                              | CD: Glyndebourne Festival Opera Cat: GFOCD 007-09       |
| 2014 | Myrtó Papatanasiu, Pavel Černoch, Annalena Persson, Willard White, Renée Morloc                     | Julian Hubbard, La Monnaie Symphony and Chorus                                                         | DVD and Blu-ray Disc: EuroArts (DVD label) Cat: 2059928 |